# هيروماسا سوقورو
هيروماسا سوقورو (باليابانية: 村主 博正) (29 يوليو 1976 في شيزوكا في اليابان - )؛ هو لاعب كرة قدم ياباني سابق كان يلعب كلاعب وسط.

## وصلات خارجية
- هيروماسا سوقورو على موقع رابطة كرة القدم اليابانية للمحترفين (اليابانية)
- هيروماسا سوقورو على موقع قاعدة بيانات كرة القدم.إي يو (الإنجليزية)
- هيروماسا سوقورو على موقع Soccerway.com (الإنجليزية)
- هيروماسا سوقورو على موقع عالم كرة القدم.نت (الإنجليزية)